# Gaetano Greco
Gaetano Greco (ca. 1657 i Napoli – 1728 i Napoli) var en italiensk musikpædagog og komponist.

## Biografi
Gaetano Greco kom fra en familie med mange musikere. Således underviste hans far, Francesco Greco, i blæseinstrumenter ved Conservatorio della Pietà dei Turchini, mens broderen, Rocco Greco, var violinist og lærer ved Conservatorio dei Poveri di Gesù Christo. Gaetano Greco studerede violin hos Francesco Mirabella og blev i 1678 udnævnt til mastricello, dvs. en slags studenterunderviser. Han var muligvis også elev af Alessandro Scarlatti. Hos Gennaro Ursino studerede han komposition, og i 1695/96 efterfulgte han Ursino som kompositionslærer ved Conservatorio dei Poveri di Gesù Christo. Med undtagelse af perioden 1706-10 beholdt han denne stilling til sin død. Fra 1704-20 var han udnævnt til maestro di capella i Napoli.

## Musikalsk betydning
Greco er en fremtrædende repræsentant for musik for tasteinstrumenter i det 18. århundredes Napoli. Disse musikstykker følger sekvenser af rytmiske mønstre snarere end et formelt skema for modulationer. Resultatet er en række værker, der besidder en stor rigdom i musikalsk variation. Hans værker blev bl.a. benyttet som modeller for kompositionsstuderende. Hans evner som musikpædagog bidrog til et opsving i Napolis musikudvikling omkring århundredskiftet. Han var lærer for bl.a. Domenico Scarlatti, Vinci, Durante, Porpora og muligvis også for Pergolesi.
Ud over musik for tasteinstrumenter komponerede han også flerstemmige korværker.